# Dimebag Darrell
Dimebag Darrell Abbott, også kendt som "Diamond" Darrell, "Dimebag" Darrell, eller blot "dime", født Darrell Lance Abbott (20. august 1966 i Pantego, Texas – 8. december 2004 i Columbus, Ohio) var leadguitarist i heavy metal bandet Pantera. Da Pantera blev opløst i 2003 dannede han gruppen Damageplan sammen med broderen Vinnie Paul Abbott.

## Karriere
Han var bedst kendt som stiftende medlem af heavy metal bands Pantera og Damageplan, men han var også medlem i bandet Rebel Meets Rebel. Abbott dukkede ofte op i guitarmagasiner og i læsernes meningsmålinger, hvor han ofte indgår i top ti metal guitarist spots. Desuden havde han gennem flere år en klumme i Guitar World Magazine, som er blevet samlet i bogen Riffer Madness. Husket for sin elskværdige karakter og kontakt med fans, kritiker Greg Prato [1] beskriver Abbott som "en af de mest indflydelsesrige trendsættere i moderne metal."
Den 8. december 2004 blev han skudt og dræbt under en koncert med Damageplan i natklubben Alrosa Villa i Columbus, Ohio. Drabsmanden Nathan Gale var en sindsforvirret Pantera-fan, der led af skizofreni. Han troede at Pantera læste hans tanker og grinte af ham. 
- Wikimedia Commons har flere filer relateret til Dimebag Darrell